# Deb Mukharji
Deb Mukharji es un diplomático, indio retirado.
- Deb Mukharji fue empleado en Berna, Islamabad y Bonn.
- En 1986 tenía Exequatur como Cónsul General en San Francisco (California).
- De 1986 a 1991 fue Alto Comisionado en Lagos con acreditación como embajador en Porto Novo (Benín), Yamena (Chad), Yaundé (Camerún).
- De 15 de febrero de 1995 a julio de 2000 fue Alto Comisionado de la India en Daca.
- De 14 de junio de 2000 a febrero de 2001 fue embajador en Katmandú, cuando Nepal, por un intercambio de disparos en la casa real, fue transformado en una República.[1]